# Lista de episódios de Hell's Kitchen (série de TV americana)
Hell's Kitchen é um programa de reality de competição de cozinha (baseado na série britânica do mesmo nome) transmitido na Fox e estreou a 30 de maio de 2005. É apresentado pelo chefe celebridade Gordon Ramsay.
A 1 de fevereiro de 2022, a série foi renovada para as suas vigésima-primeira e vigésima-segunda temporadas, com a vigésima-primeira temporada a ir de setembro de 2022 a fevereiro de 2023 e a vigésima-segunda estreia a 28 de setembro de 2023.
Desde 9 de fevereiro de 2023, 330 episódios de Hell's Kitchen já foram transmitidos, concluindo a vigésima-primeira temporada.

## Visão geral da série
| Temporada | Episódios       | Data de estreia        | Última transmissão     |
| --------- | --------------- | ---------------------- | ---------------------- |
| 1         | 11              | 30 de maio de 2005     | 1 de agosto de 2005    |
| 2         | 11              | 12 de junho de 2006    | 14 de agosto de 2006   |
| 3         | 11              | 4 de junho de 2007     | 13 de agosto de 2007   |
| 4         | 15              | 1 de abril de 2008     | 8 de julho de 2008     |
| 5         | 15              | 29 de janeiro de 2009  | 14 de maio de 2009     |
| 6         | 15              | 21 de julho de 2009    | 13 de outubro de 2009  |
| 7         | 15              | 1 de junho de 2010     | 10 de agosto de 2010   |
| 8         | 15              | 22 de setembro de 2010 | 15 de dezembro de 2010 |
| 9         | 16              | 18 de julho de 2011    | 19 de setembro de 2011 |
| 10        | 20              | 4 de junho de 2012     | 10 de setembro de 2012 |
| 11        | 22              | 12 de março de 2013    | 25 de julho de 2013    |
| 12        | 20              | 13 de março de 2014    | 24 de julho de 2014    |
| 13        | 16              | 10 de setembro de 2014 | 17 de dezembro de 2014 |
| 14        | 16              | 3 de março de 2015     | 9 de junho de 2015     |
| 15        | 16              | 15 de janeiro de 2016  | 29 de abril de 2016    |
| 16        | 16              | 23 de setembro de 2016 | 2 de fevereiro de 2017 |
| 17        | 16              | 29 de setembro de 2017 | 2 de fevereiro de 2018 |
| 18        | 16              | 28 de setembro de 2018 | 8 de fevereiro de 2019 |
| 19        | 16              | 7 de janeiro de 2021   | 22 de abril de 2021    |
| 20        | 16              | 31 de maio de 2021     | 13 de setembro de 2021 |
| 21        | 16              | 29 de setembro de 2022 | 9 de fevereiro de 2023 |
| 22        | A ser anunciado | 28 de setembro de 2023 | A ser anunciado        |

## Episódios

### Temporada 1 (2005)
| Nº em geral | Nº na temporada | Título   | Data de estreia original | Espetadores americanos (milhões) |
| ----------- | --------------- | -------- | ------------------------ | -------------------------------- |
| 1           | 1               | "Dia 1"  | 30 de maio de 2005       | 6.80                             |
| 2           | 2               | "Dia 2"  | 6 de junho de 2005       | 6.98                             |
| 3           | 3               | "Dia 3"  | 13 de junho de 2005      | 7.54                             |
| 4           | 4               | "Dia 4"  | 20 de junho de 2005      | 6.93                             |
| 5           | 5               | "Dia 5"  | 27 de junho de 2005      | 7.13                             |
| 6           | 6               | "Dia 6"  | 11 de julho de 2005      | 5.66                             |
| 7           | 7               | "Dia 7"  | 11 de julho de 2005      | 6.65                             |
| 8           | 8               | "Dia 8"  | 18 de julho de 2005      | 6.70                             |
| 9           | 9               | "Dia 9"  | 25 de julho de 2005      | 7.42                             |
| 10          | 10              | "Dia 10" | 1 de agosto de 2005      | 6.69                             |
| 11          | 11              | "Dia 10" | 1 de agosto de 2005      | 8.94                             |

### Temporada 2 (2006)
| Nº em geral | Nº na temporada | Título               | Data de estreia original | Espetadores americanos (milhões) |
| ----------- | --------------- | -------------------- | ------------------------ | -------------------------------- |
| 12          | 1               | "12 Chefes"          | 12 de junho de 2006      | 5.89                             |
| 13          | 2               | "11 Chefes"          | 12 de junho de 2006      | 7.54                             |
| 14          | 3               | "9 Chefes"           | 19 de junho de 2006      | 7.50                             |
| 15          | 4               | "8 Chefes"           | 26 de junho de 2006      | 7.97                             |
| 16          | 5               | "7 Chefes"           | 10 de julho de 2006      | 6.42                             |
| 17          | 6               | "6 Chefes"           | 17 de julho de 2006      | 7.19                             |
| 18          | 7               | "5 Chefes"           | 24 de julho de 2006      | 7.45                             |
| 19          | 8               | "4 Chefes"           | 31 de julho de 2006      | 7.84                             |
| 20          | 9               | "3 Chefes"           | 7 de agosto de 2006      | 8.13                             |
| 21          | 10              | "2 Chefes"           | 14 de agosto de 2006     | 7.63                             |
| 22          | 11              | "Vencedor Anunciado" | 14 de agosto de 2006     | 9.54                             |

### Temporada 3 (2007)
| Nº em geral | Nº na temporada | Título                       | Data de estreia original | Espetadores americanos (milhões) |
| ----------- | --------------- | ---------------------------- | ------------------------ | -------------------------------- |
| 23          | 1               | "12 Chefes Competem"         | 4 de junho de 2007       | 8.16                             |
| 24          | 2               | "11 Chefes Competem"         | 11 de junho de 2007      | 8.85                             |
| 25          | 3               | "10 Chefes Competem"         | 18 de junho de 2007      | 7.57                             |
| 26          | 4               | "8 Chefes Competem"          | 25 de junho de 2007      | 7.43                             |
| 27          | 5               | "7 Chefes Competem, Parte 1" | 2 de julho de 2007       | 8.12                             |
| 28          | 6               | "7 Chefes Competem, Parte 2" | 9 de julho de 2007       | 7.51                             |
| 29          | 7               | "6 Chefes Competem"          | 16 de julho de 2007      | 8.25                             |
| 30          | 8               | "5 Chefes Competem"          | 23 de julho de 2007      | 8.89                             |
| 31          | 9               | "3 Chefes Competem"          | 30 de julho de 2007      | 8.59                             |
| 32          | 10              | "2 Chefes Competem"          | 6 de agosto de 2007      | 8.90                             |
| 33          | 11              | "Vencedor Anunciado"         | 13 de agosto de 2007     | 9.68                             |

### Temporada 4 (2008)
| Nº em geral | Nº na temporada | Título               | Data de estreia original | Espetadores americanos |
| ----------- | --------------- | -------------------- | ------------------------ | ---------------------- |
| 34          | 1               | "15 Chefes Competem" | 1 de abril de 2008       | 11.85                  |
| 35          | 2               | "14 Chefes Competem" | 8 de abril de 2008       | 11.21                  |
| 36          | 3               | "13 Chefes Competem" | 15 de abril de 2008      | 10.56                  |
| 37          | 4               | "12 Chefes Competem" | 22 de abril de 2008      | 10.98                  |
| 38          | 5               | "11 Chefes Competem" | 29 de abril de 2008      | 11.94                  |
| 39          | 6               | "10 Chefes Competem" | 6 de maio de 2008        | 11.00                  |
| 40          | 7               | "9 Chefes Competem"  | 13 de maio de 2008       | 11.31                  |
| 41          | 8               | "8 Chefes Competem"  | 20 de maio de 2008       | 11.44                  |
| 42          | 9               | "7 Chefes Competem"  | 27 de maio de 2008       | 9.50                   |
| 43          | 10              | "6 Chefes Competem"  | 3 de junho de 2008       | 9.36                   |
| 44          | 11              | "5 Chefes Competem"  | 10 de junho de 2008      | 8.81                   |
| 45          | 12              | "4 Chefes Competem"  | 17 de junho de 2008      | 8.25                   |
| 46          | 13              | "3 Chefes Competem"  | 24 de junho de 2008      | 7.80                   |
| 47          | 14              | "2 Chefes Competem"  | 1 de julho de 2008       | 8.03                   |
| 48          | 15              | "Vencedor Anunciado" | 8 de julho de 2008       | 8.91                   |